# Simyra fiorii
Simyra fiorii là một loài bướm đêm trong họ Noctuidae.